# Velký Pařezitý rybník
Velký Pařezitý rybník je přírodní rezervace nacházející se poblíž obce Řásná v okrese Jihlava v nadmořské výšce 670 až 680 metrů. Oblast spravuje Krajský úřad Kraje Vysočina.
Důvodem ochrany je zachování typických ukázek bažinného lesního společenstva vyšších poloh Českomoravské vrchoviny a vzácných a chráněných rostlinných druhů rozkládající se na území rozsáhlého komplexu oligotrofního rybníka, mokřadních olšin a rašelinných březin.

## Historie
Zachariáš z Hradce založil tento rybník roku 1565. Rybník plnil již od počátku vodárenský účel – jakožto zdroj pitné vody pro město Telč. Voda z rybníka byla svedena stokou z povodí Jihlavy do Telčského potoka v povodí Dyje. V době založení rybníka se zachovaly na jeho dně četné pařezy stromů původního lesa. Odtud pochází i název rybníka. V současné době stále slouží jako záložní zdroj pitné vody pro město Telč.

## Geologie
Horninové podloží tvoří drobnozrnná až středně zrnitá dvojslídná žula. V široké úžlabině vzniklo poměrně rozsáhlé rašeliniště. V oblasti Jihlavských vrchů je nejhlubší, přičemž největší zjištěná mocnost rašeliny činí 4,5 m. Na dně rybníka a pod jeho hrází se nacházejí říční sedimenty. Mimo rašelinné půdy jsou pod hrází rybníka vyvinuty rašelinné gleje.

## Flora
Vegetace velmi čistých stojatých vod je relativně chudá. Velmi chudá je také řasová flóra. Z cévnatých rostlin se zde vyskytuje bublinatka jižní (Utricularia australis) a rdesno obojživelné (Persicaria ampjibia).

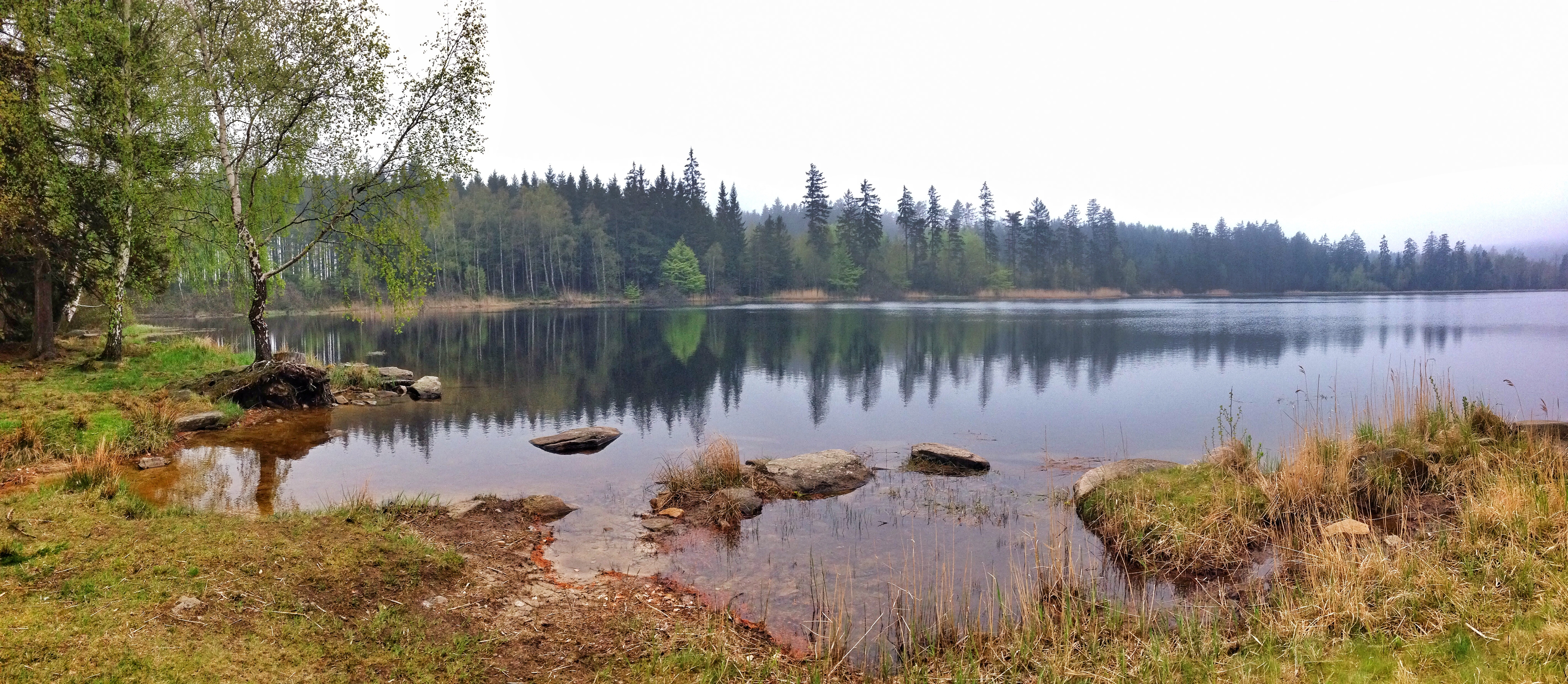
Rybník ze břehu v jihovýchodním cípu

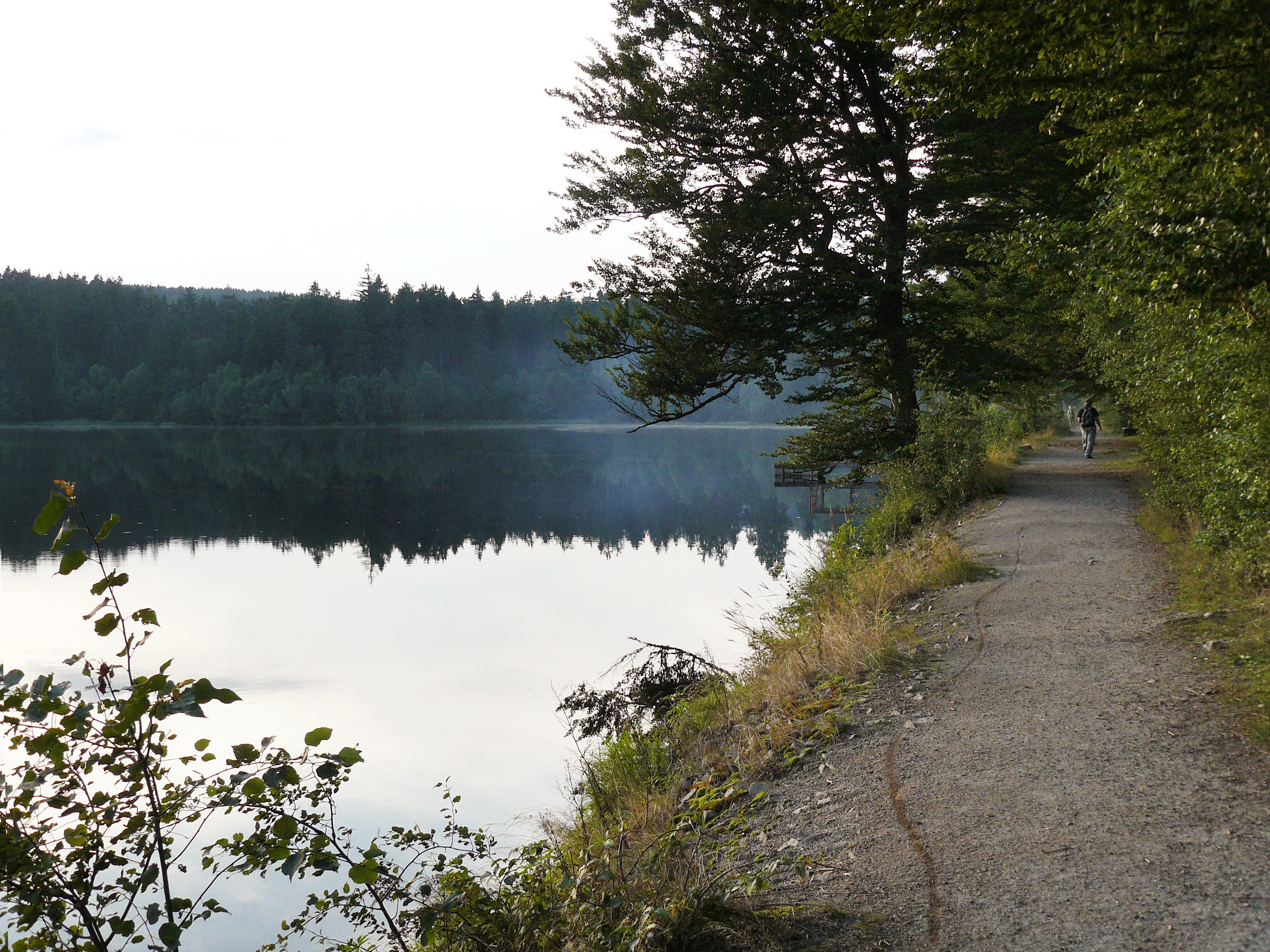
PR Velký pařezitý rybník – hráz

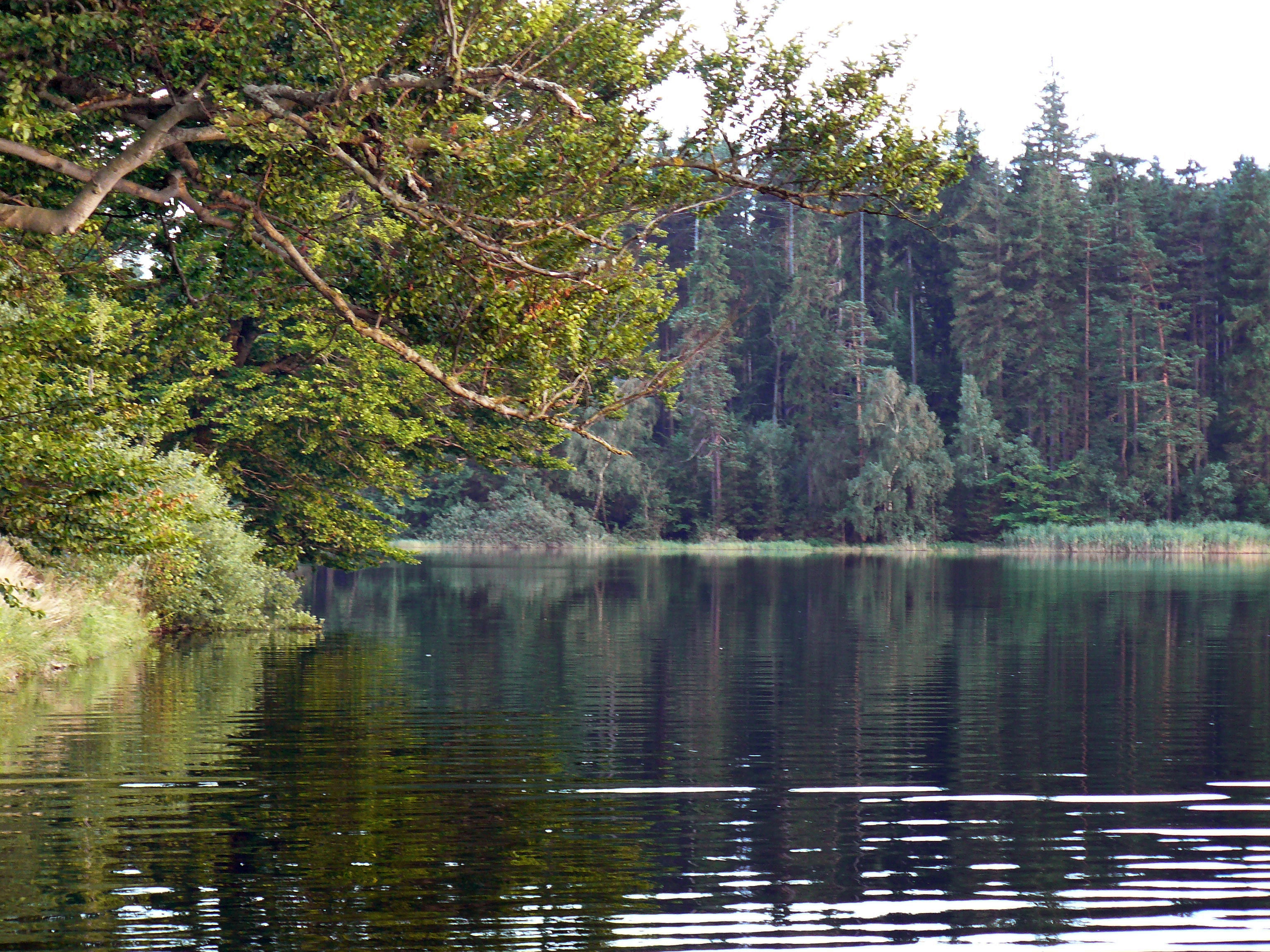
Rozkošatělý buk na hrázi. Během rekonstrukce (2019) byly stromy na návodní straně většinou pokáceny.

V litorálu rybníka (tj. mělkovodí) jsou vytvořena společenstva vysokých ostřic, která na jihozápadním břehu přecházejí k maloplošným fragmentům ostřicovorašeliníkových společenstev s ostřicí šedavou (Carex canescens), tuřicí českou (Vignea bohemica), zábělníkem bahenním (Comarum palustre), suchopýrem úzkolistým (Eriophorum augustifolium), bazanovcem kytkokvětým (Naumburgia thyrsiflora) a violkou bahenní (Viola palustris).
Botanicky nejhodnotnější je část PR s názvem „Vejtopa“ na západním a jihozápadním břehu rybníka. Hluboké rašeliniště dalo vzniknout pozoruhodnému typu rašelinné březiny s břízou pýřitou (Betula pubescens), břízou bělokorou (Betula pendula) a vtroušeným smrkem ztepilým (Picea abies). Bylinné patro tohoto porostu je tvořeno třtinou chloupkatou (Calamagrostis villosa) a některými druhy ostřic a připomíná tak svým charakterem severskou tajgu. Na březích tůněk a v příkopech se vyskytuje chráněný ďáblík bahenní (Calla palustris). V západní části území se nachází převážně kulturní smrčiny. Pod hrází rybníka je mokřadní olšina s kapradí osténkatou (Dryopteris cathusiana), papratku samičí (Athyrium filix-femina), mokrýše střídavolistého (Chrysosplenium alternifolium), krabilici chlupatou (Chaerophyllus hursutum) aj.

### Lesnictví
V přírodní rezervaci jsou lesní porosty zastoupeny na ploše o výměře 5,7 ha a způsob hospodaření podléhá Plánu péče o přírodní rezervaci.
Mokřadní lesní porosty pod hrází rybníka jsou velmi těžce přístupné, z toho důvodu jsou ponechány přirozenému vývoji. Na podmáčených stanovištích mají smrky vytvořený mělký kořenový systém, proto jsou silně ohroženy větrem a je tedy příznačné, při obnově lesa, zavádět postupně do porostů jedli a buk. Dalším důvodem této skutečnosti je to, že je žádoucí přiblížení se porostů k původní druhové skladbě a v co největší míře využívat přirozeného zmlazení smrku. V mladých smrkových porostech je důležité udržovat řidší spon s cílem dosažení hlubokých korun, a tím i zvýšení stability budoucích porostů. Lokalita „Vejtopa“ je mimo porostní plochu.

## Fauna
Na území PR žije řada tyrfofilních (rašeliništních) a mokřadních druhů hmyzu, pavouků a drobných obratlovců. Z obojživelníků se zde vyskytuje rosnička zelená (Hyla arborea), skokan zelený (Rana esculenta), skokan hnědý (Rana temporaria) a čolek obecný (Triturus vulgaris). Velký Pařezitý rybník je přechodným útočištěm i různých druhů vodního ptactva.

## Rekonstrukce
Vypuštěním rybníka na podzim 2018 byla zahájena oprava hráze, dokončená v říjnu příštího roku. Od poloviny září 2019 se rybník opět začal napouštět. Původního stavu, kdy byl zcela naplněn, dosáhl v létě 2020.

## Hydrologie
Objem vody při normálním stavu hladiny je cca 400 000 m³. Průměrná hloubka je 2,5 m; maximální 6 m (směrem dále od výpusti). Průměrný přítok je 2 l/s, za deště 3–5 l/s, během tání až 20 l/s.[zdroj?]